# Tawarau Conservation Area
Das Tawarau Conservation Area ist ein unter Naturschutz stehendes Gebiet in der Region Waikato auf der Nordinsel von Neuseeland. Das Gebiet untersteht dem Department of Conservation.

## Geographie
Das Tawarau Conservation Area besteht aus zwei voneinander unabhängigen Gebieten, die jeweils 15 km und 23 km westlich von Te Kūiti und rund 24 km südlich von Kawhia Harbour zu finden sind. Das westlichere Gebiet hat eine Längenausdehnung von 7,2 km in Nord-Süd-Richtung und eine Breite von maximal 3,6 km und das östlichere Gebiet misst in Nord-Süd-Richtung maximal 5,8 km und in Ost-West-Richtung an seiner breitesten Stelle 5,5 km. Beide Areale liegen lediglich 1,9 km voneinander entfernt.
Zu erreichen sind die Naturschutzgebiete über den nördlich von Te Kūiti vom New Zealand State Highway 3 nach Westen abzweigenden New Zealand State Highway 37 und seiner hinter den Waitomo Caves weiterführenden Landstraße, die nördlich an den beiden Gebieten vorbeiführt.

## Flora und Fauna
Der Wald des Tawarau Schutzgebietes zählt zu den am besten erhaltenen ursprünglichen Wäldern der Nordinsel von Neuseeland. In ihm dominieren Baumarten, wie die in der Sprache der Māori bekannten Tawa, Hinau, Kamahi und Rewarewa sowie Steineibenarten wie Rimu und Miro. In dem kühlen Klima der Berge ist auch der endemische Cordyline indivisa zu finden, der unter Neuseeländern auch als Mountain Cabbage Tree bekannt ist.
Neben zahlreichen Vogelarten, wie Falken, Maorigerygone, Maorischnäpper und der Maori-Fruchttauben, die unter Māori Kererū genannt werden, sind auch der Grünstummelschwanz, der Maori-Glockenhonigfresser, das Weißköpfchen und im Sommer der Langschwanzkoel, der in Neuseeland Long-tailed Cuckoo genannt wird, zu finden. Auch die Neuseeland-Lappenfledermaus lebt in den Waldgebieten. Bei den Kleintieren sind besonders die Schnecken hervorzuheben, die in 82 unterschiedlichen Arten im Wald vertreten sind.